# Ascorhynchus constrictus
Ascorhynchus constrictus là một loài nhện biển trong họ Ascorhynchidae. Loài này thuộc chi Ascorhynchus. Ascorhynchus constrictus được miêu tả khoa học năm 1997 bởi Stock.